# Hallagölen (Backaryds socken, Blekinge)
Hallagölen är en sjö i Ronneby kommun i Blekinge och ingår i Vierydsåns huvudavrinningsområde. Sjön är 7,2 meter djup, har en yta på 0,034 kvadratkilometer och är belägen 107 meter över havet.